# فرودگاه بین‌المللی رفیق حریری بیروت

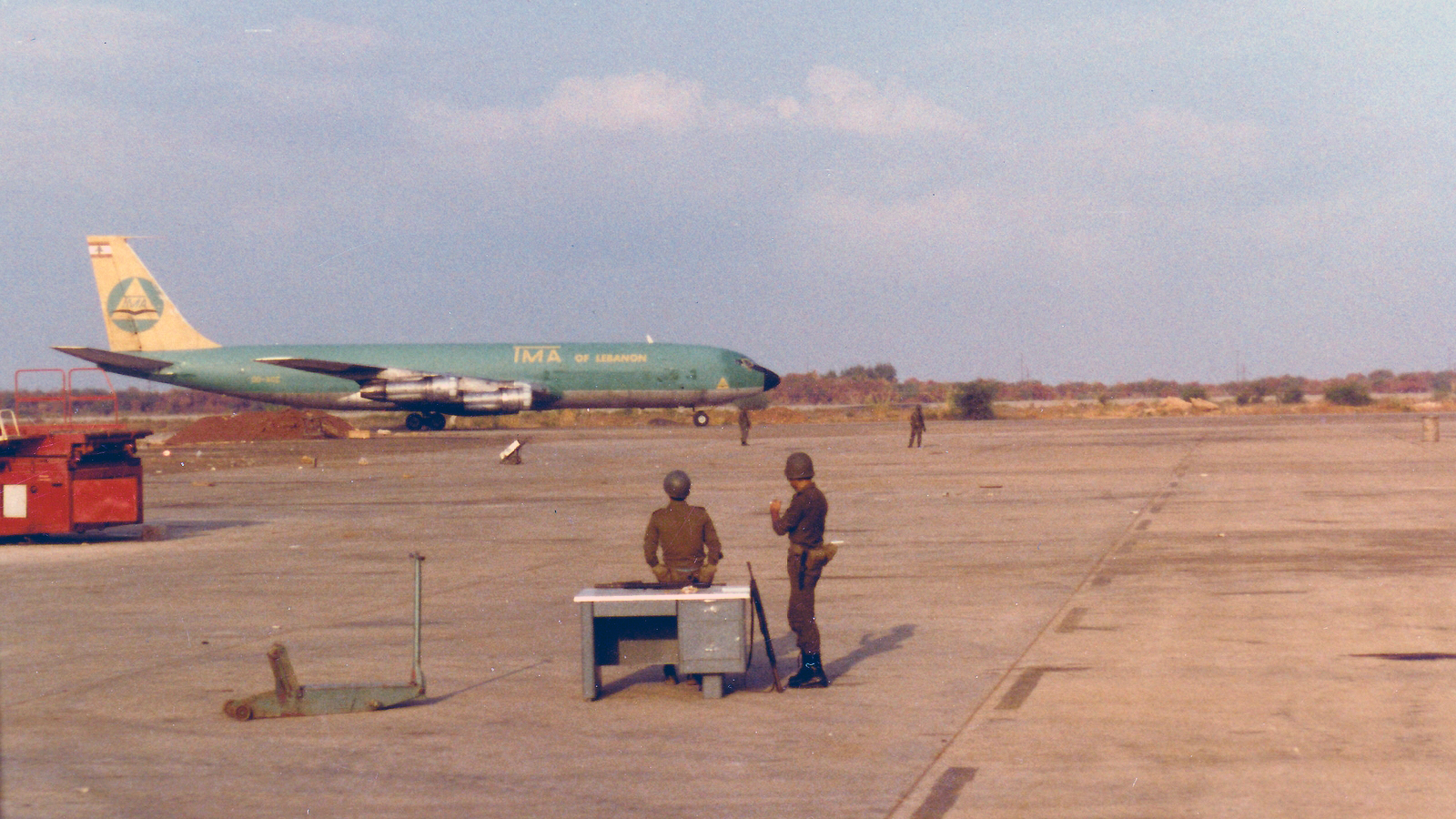
فرودگاه بیروت در ۱۹۸۲

فرودگاه بین‌المللی رفیق حریری بیروت (به عربی: مطار بیروت رفیق الحریری الدولی) (یاتا: BEY، ایکائو: OLBA)، که پیش‌تر با نام فرودگاه بین‌المللی بیروت شناخته می‌شد، فرودگاهی بین‌المللی است که در ۹ کیلومتر (۵٫۶ مایل) جنوب مرکز شهر بیروت در کشور لبنان واقع شده است. این فرودگاه قطب اصلی هواپیمایی خاورمیانه، وینگز آو لبنان، ترنس مدیترنین ایرویز و مد ایرویز است.

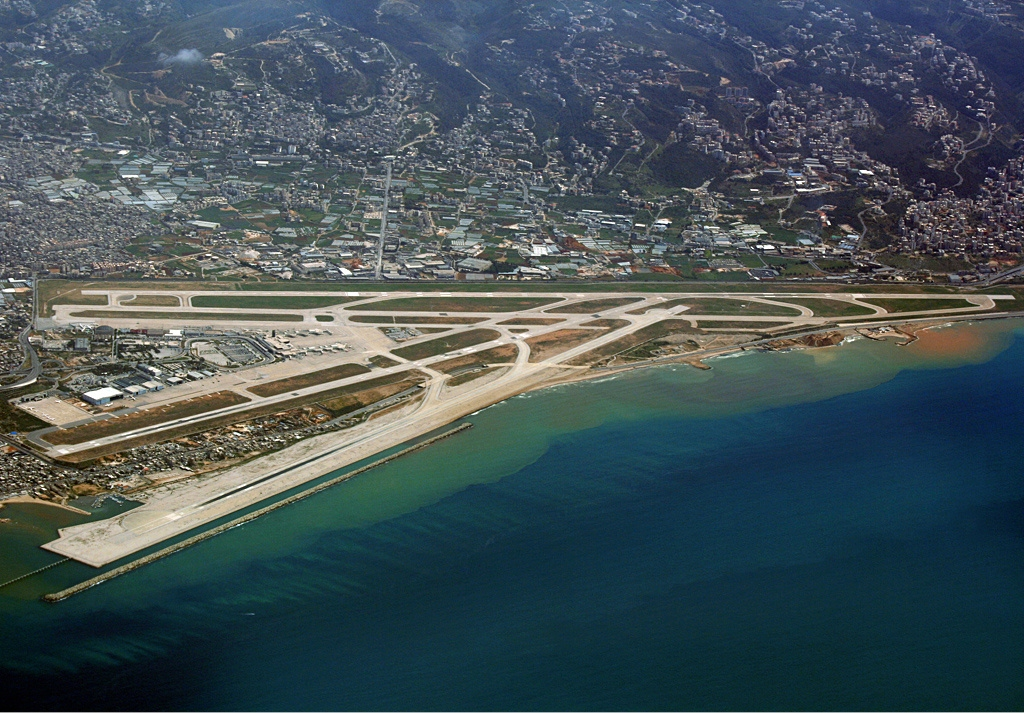
نمایی هوایی از فرودگاه بیروت.

## شرکت‌های هواپیمایی و مقصدهای پروازی

### مسافری
| شرکت‌های هواپیمایی                       | مقصدهای پروازی |
| --------------------------------------- | --- |
| ایجین ایرلاینز                          | آتن فصلی: لارناکا چارتر فصلی: رود |
| آئروفلوت                                | شرمتیوو |
| ایگل آزور                               | اورلی |
| هواپیمایی الجزایر                       | هواری بومدین |
| ایر عربیا                               | شارجه |
| ایر فرانس                               | شارل دوگل پاریس |
| ایر صربیا                               | بلگراد نیکولا تسلا |
| آلیتالیا                                | لئوناردو دا وینچی-فیومیچینو |
| الناصر ایرلاینز                         | بغداد، نجف |
| شرکت هواپیمایی آرمنیا                   | زوارتنوتس |
| اطلس گلوبال                             | آتاترک، آدانا چارتر فصلی: آنتالیا، دالامان |
| بلاویا                                  | مینسک |
| بی‌اچ ایر                                | چارتر فصلی: بورگاس، وارنا |
| بریتیش ایرویز                           | هیترو لندن |
| بلغاریا ایر                             | فصلی: صوفیه چارتر فصلی: بورگاس، وارنا |
| بلغارین ایر چارتر                       | چارتر فصلی: وارنا |
| شام وینگز ایرلاینز                      | قامشلی |
| Cobalt Air                              | لارناکا |
| هواپیمایی کرواسی                        | چارتر فصلی: مووستار، دوبروونیک |
| چک ایرلاینز                             | فصلی: پراگ رازیون |
| هواپیمایی مصر                           | قاهره چارتر فصلی: شرم‌الشیخ |
| هواپیمایی مصر اجرا توسط اجیپت‌ایر اکسپرس | برج‌العرب، قاهره |
| هواپیمایی امارات                        | دوبی |
| هواپیمایی اتیوپی                        | بوول |
| هواپیمایی اتحاد                         | ابوظبی |
| فلای‌دبی                                 | آل مکتوم، دوبی |
| فلای‌ناس                                 | ملک خالد (آغاز از ۱ نوامبر ۲۰۱۷) |
| فری‌برد ایرلاینز                         | چارتر فصلی: آنتالیا |
| جورجین ایرویز                           | فصلی: تفلیس |
| جرمنیا                                  | برلین شونفلد، دوسلدورف، هامبورگ، مونیخ، استکهلم-آرلاندا |
| جرمنیا فلوگ                             | زوریخ |
| گلف ایر                                 | بحرین |
| ایران ایر                               | شهید هاشمی‌نژاد مشهد، امام خمینی |
| هواپیمایی عراق                          | بغداد، بصره، نجف، سلیمانیه |
| جزیره ایرویز                            | کویت |
| کویت ایرویز                             | کویت |
| لوفت‌هانزا                               | فرانکفورت |
| هواپیمایی ماهان                         | شهید هاشمی‌نژاد مشهد، امام خمینی |
| مد ایرویز                               | بغداد، بصره، اربیل، خرطوم، استکهلم-آرلاندا، سلیمانیه |
| هواپیمایی خاورمیانه                     | پورت بوئت، ابوظبی، کوتوکا، ملکه علیا، آتن، بغداد، بصره، بروکسل، قاهره، ملک فهد، حمد، دوبی، اربیل، فرانکفورت، ژنو، آتاترک، ملک عبدالعزیز، کویت، مرتلا محمد، لارناکا، هیترو لندن، میلانو مالپنسا، نجف، شارل دوگل پاریس، ملک خالد، لئوناردو دا وینچی-فیومیچینو، زوارتنوتس فصلی: کپنهاگ، شاهزاده محمد بن عبدالعزیز، نیس کوت دازور چارتر فصلی: آنتالیا، دالامان، تارب-لورد-پیرنه، ملی جزیره میکناس، رود، شرم‌الشیخ |
| پگاسوس ایرلاینز                         | صبیحه گوکچن چارتر فصلی: آنتالیا، دالامان، عدنان مندرس |
| هواپیمایی قطر                           | حمد |
| روتانا جت                               | ابوظبی |
| هواپیمایی پادشاهی مراکش                 | محمد پنجم |
| الملکیه الاردنیه                        | ملکه علیا |
| رویال وینگز                             | ملک حسین |
| هواپیمایی سعودی                         | ملک عبدالعزیز، شاهزاده محمد بن عبدالعزیز، ملک خالد |
| Small Planet Airlines                   | چارتر فصلی: برلین تگل، دوسلدورف، لارناکا، رود |
| سان اکسپرس                              | چارتر فصلی: آنتالیا، عدنان مندرس |
| هواپیمایی سوریه                         | چارتر: دمشق |
| تاروم                                   | هنری کواندا |
| ترنسویا فرانس                           | اورلی (آغاز از ۴ سپتامبر ۲۰۱۷) |
| تونس ایر                                | تونس قرطاج |
| ترکیش ایرلاینز                          | آتاترک چارتر فصلی: آنتالیا، دالامان |
| یوام ایر اجرا توسط براوو ایرویز         | کیف ژولیانی فصلی: خارکوف |
| ویولینگ                                 | بارسلونا-ال پرات |
| وینگز آو لبنان                          | آدانا، باتومی،دمشق، دوبروونیک، گوتنبرگ-لاندوتر،صبیحه گوکچن، مالمو، شهید هاشمی‌نژاد مشهد، پراگ رازیون، استکهلم-آرلاندا، تفلیس، امام خمینی، وین چارتر فصلی: بروکسل، بوداپست فرنک لیست، خانیا، کپنهاگ، دالامان، اوگوزلی، هاتای، ایبیزا، عدنان مندرس، لوکسار، مالاگا، ملی جزیره میکناس، ناپل، باووایس-تیلی، ملی سادورینی، شرم‌الشیخ، زاگرب                                                                         |

### باری
| شرکت‌های هواپیمایی | مقصدهای پروازی                                             |
| ----------------- | ---------------------------------------------------------- |
| CargoLogicAir     | اسخیپول آمستردام، استانستد لندن                            |
| کارگولوکس         | ملکه علیا، قاهره، هنگ کنگ، صبیحه گوکچن، لوگزامبورگ - فیندل |
| دی‌اچ‌ال اوییشن     | بحرین                                                      |
| EgyptAir Cargo    | قاهره                                                      |
| امارات اسکای‌کارگو | آل مکتوم                                                   |
| هواپیمایی اتیوپی  | بوول، لیژ                                                  |
| ام‌ان‌جی ایرلاینز   | قاهره، آتاترک                                              |
| هواپیمایی قطر     | حمد                                                        |
| ترکیش ایرلاینز    | ملکه علیا، آتاترک                                          |